# ۱۱۲۴ (میلادی)
۱۱۲۴ (میلادی) هزار و صد و بیست و چهارمین سال تقویم میلادی است.

## درگذشتگان
‎